# Trzcińsk (Pomerania)
Trzcińsk [pronunciación en polaco: /tʂt͡ɕiɲsk/] (en alemán: Labuhnken) es un pueblo ubicado en el distrito administrativo de Gmina Starogard Gdański, dentro del Condado de Starogard, Voivodato de Pomerania, en Polonia del norte. Se encuentra aproximadamente a 9 kilómetros al norte de Starogard Gdański y a 37 kilómetros al sur de la capital regional Gdańsk.
Para detalles de la historia de la región, véase Historia de Pomerania.
El pueblo tiene una población de 273 habitantes.

## Residentes notables
- Erich Mezcla (1898–1971)